# Londrina
Londrina (IPA: [lõˈdɾĩnɐ]) nagyváros Brazília déli részén, Paraná államban, melynek 2. legnagyobb települése. A Londrinai főegyházmegye érseki székvárosa. Curitibától 370 km-re ÉNy-ra fekszik. Londrina Marilândia do Sul, Cambé, Tamarana, Apucarana, Arapongas, Assaí, Ibiporã, Rolândia, São Jerônimo da Serra és Sertanópolis községekkel határos.

## Demográfia
| Rassz              | Százalék |
| ------------------ | -------- |
| Fehér              | 74,2%    |
| Keverék (pardo)    | 18,3%    |
| Ázsiai             | 3,6%     |
| Fekete             | 3,4%     |
| Bennszülött indián | 0,3%     |

Forrás: Censo 2000

## Népesség
A település népességének változása:
| Lakosok száma | 447 065 | 506 701 | 548 249 | 575 377 | 580 870 | 555 965 |
|               | 2000    | 2010    | 2015    | 2020    | 2021    | 2022    |